# Járngreipr

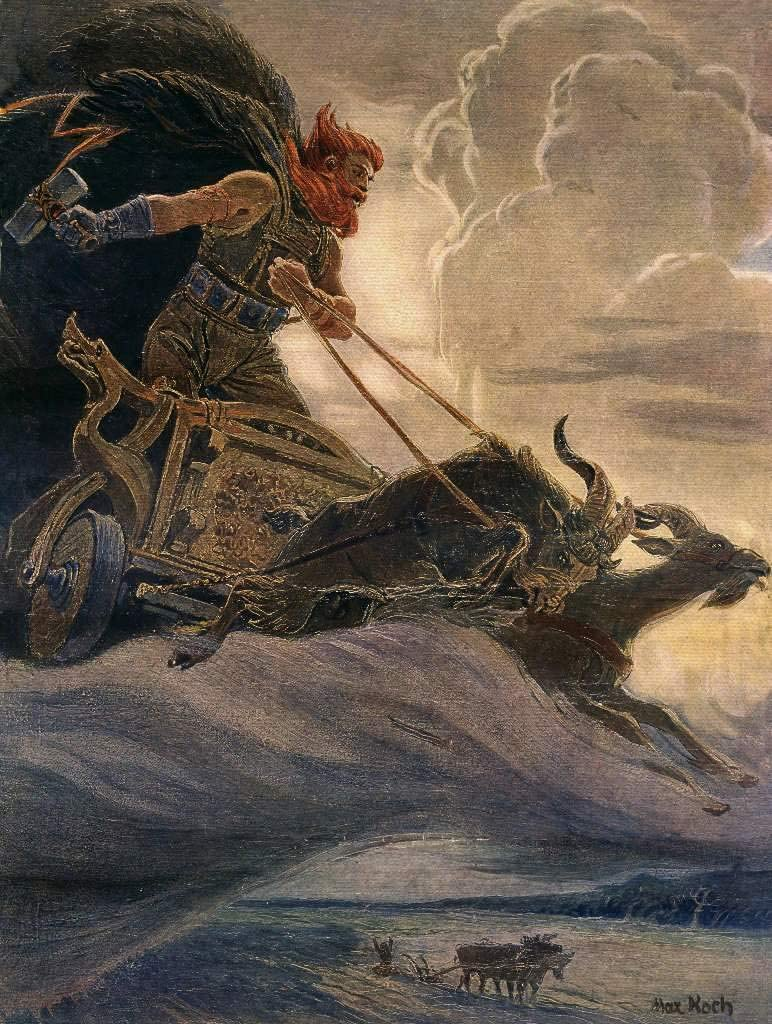
Tor med hammaren Mjölner. Målning av Max Friedrich Koch, cirka 1905.

Járngreipr eller járnglófar (fornnordiska) är i Snorres Edda ett par skyddshandskar av järn tillhörande asen Tor, som han,enligt Snorre Sturlasson, inte kan vara utan när han griper om skaftet till sin stridshammare Mjölner.
Varför han måste bära handskar när han hanterar hammaren förklaras inte. I Skáldskaparmál 35 sägs att hammaren, som var dvärgasmide, hade förlänats den egenskapen, att den då den kastades ”aldrig skulle missa sitt mål och aldrig flyga så långt att den inte sökte sig åter till kastarens hand”. Det är också möjligt att handskarna behövdes därför att Mjölner kan ha förkroppsligat den glödande blixten, men väldigt lite styrker att järnhandskarna skulle varit vedertagna i Nordisk mytologi och de kan vara påhitt eller missförstånd från 1200-talet.

## Etymologi
Orden járngreipr (singular: járngreip) och járnglófar (singular: járnglófi) är inte namn i de historiska källorna och versaliseras inte. Förledet för båda är fornnordiska för järn (járn) och kan ha avsetts bildligt: ”järnklädd, pansarklädd”, eller som förstärkningsord: ”tuff som järn”.
Efterledet greip, plural: greipr (modern isländska: greipar), är den kupade handens insida, ”greppet”, varför járngreipr kan översättas till ”järngrepp”, samt avledningen ”järngreppare” (inrättning för att greppa med) eftersom det avser handskar.
Efterledet glófi, plural glófar, betyder ”handske” eller ”fingervante”, kognat med engelska: glove (”handske”) samt svenska love (”handens insida”) och labb (”framtass”). Járnglófar betyder därför ”järnhandskar”.

## Tor hos jätten Geirröd
Karaktären av skyddshandskar framgår tydligt i Snorre Sturlassons berättelse om Tors besök hos jätten Geirröd. Tor hade vid detta tillfälle blivit lurad att vapenlös besöka jätten, men på vägen dit övernattade han hos sin halvbror Vidars mor jättinnan Grid. Hon insåg att Tor höll på att gå i en fälla och lånade honom de vapen som hon själv ägde: ett par järnhandskar, ett styrkebälte och staven Gríðarvǫlr.
Redan vid ankomsten till Geirröd utsattes Tor för ett mordförsök av jättinnorna Gjalp och Greip, men överlevde tack vare bältet och staven. Sedan blev han kallad att inträda i Geirröds hall för att deltaga i jättarnas idrotter.
| Stora eldar brann längs hela hallen. När Tor närmade sig Geirröd grep denne med tång en glödande järnklump, som han kastade mot Tor. Men Tor tog emot med järnhandskarna och svingade klumpen i luften. Då hoppade Geirröd bakom en järnpelare för att ta skydd. Tor slungade klumpen så att den gick genom pelaren, genom Geirröd och genom väggen och hamnade i marken utanför. | Þar váru eldar stórir eptir endilangri hǫllinni. En er Þórr kom í hǫllina gagnvart Geirrøði þá tók Geirrøðr með tǫng járnsíu glóandi ok kastar at Þór, en Þórr tók í móti með járngreipum ok fœrir á lopt síuna, en Geirrøðr hljóp undir járnsúlu at forða sér. Þórr kastaði síunni ok laust gǫgnum súluna ok gǫgnum Geirrøð ok gǫgnum vegginn ok svá fyrir útan ‹í› jǫrðina.’ |  |

Även Saxo Grammaticus kände till historien om Tors strid med Geirröd och uppger att en dansk expedition till Bjarmia ulterior på konung Gorms tid kunnat bekräfta att Geirröds bostad blivit slagen i spillror av Tors kast.